# ATL (рэпер)
ATL (настоящее имя — Сергей Олегович Круппов; род. 30 января 1989, Новочебоксарск) — российский рэпер. Бывший участник группы Aztecs.

## Биография
Сергей родился 30 января 1989 года в городе Новочебоксарск.
С 2006 года был участником группы Aztecs, в которую кроме него входили Eecii McFly, Чероки и SmitBeat. В 2008 году на сборнике ST1M под названием «Мир принадлежит тебе», выпущенного под лейблом «Аггробобруйск», появилась песня под названием «Мой мир, мой стиль». В 2009 году группа приняла участие в фестивале «Кофемолка», где заняли призовое место. В этом же году Aztecs выпускает дебютный альбом под названием «Сейчас или никогда». Следующим альбомом группы стал «Музыка будет над нами», выпущенный в 2012 году. После этого группа прекратила своё существование, а ATL переехал в Москву.
В 2012 были выпущены сольные мини-альбомы «Мысли вслух» и «Тепло». В декабре 2013 года принял участие в Versus Battle, где его противником был рэпер Энди Картрайт, и одержал победу.
В 2014 году выпускает дебютный сольный альбом под названием «Кости» и в этом же году мини-альбом «Центр циклона». На песни «Прирожденные убийцы» и «C4» были выпущены первые клипы ATL.
В 2015 году выходит второй альбом под названием «Марабу», а на песни «Корень Мандрагоры», «Череп и кости» и «Подснежник» были выпущены клипы.
В 2016 году выходит переиздание микстейпа FCKSWG и клипы на песни «Искра» и «Пчелки». За этот период рэпер поработал со Змеем (Каста), L`One, Скриптонитом, ST, Злым, Ar-Side, Пабло Прекрати и некоторыми другими исполнителями того же уровня.
В 2017 году выпускает альбом «Лимб», на песни «Священный рейв», «Архитектор» и «Лимб» были выпущены клипы. Сергей вместе с битмейкерами из Dark Faders появился в двадцать пятом эпизоде веб-проекта «Профессия: Рэпер», ведущим которого является Денис Григорьев (рэпер Карандаш).
13 декабря 2019 года у ATL выходит четвёртый студийный альбом «Кривой эфир». В него вошло 15 треков на продакшн от Ripbeat. Сам рэпер ранее отметил, что эта пластинка будет «про кривых и сумасшедших. Про моих друзей».
14 августа 2020 года ATL выпускает сингл «Забил». 15 октября 2020 года ATL выпускает сингл «Браслеты». 30 июля 2021 года ATL выпускает сингл «Гелиоз» совместно с исполнителем ИЧИ. 29 октября 2021 года ATL выпускает сингл «Адренохром». 18 ноября 2021 года ATL выпускает сингл «Ящик». 26 ноября 2021 года выходит микстейп под названием «Радио Апокалипсис».
19 мая 2023 года ATL совместно с рэпером Loc-Dog выпускают сингл «Монолит»

## Дискография

### Студийные альбомы
- 2012 — «Весна, как слышите»
- 2014 — «Кости»
- 2015 — «Марабу»
- 2017 — «Лимб»
- 2019 — «Кривой эфир»
- 2025 — «Вечный двигатель» (совместно с Ка тет)
- 2025 — «Необратимые последствия»

### Мини-альбомы
- 2012 — «Мысли вслух»
- 2012 — «Тепло»
- 2014 — «Центр циклона»
- 2017 — «Дисторшн»

### Микстейпы
- 2012 — #Fckswg
- 2013 — #Fckswg MMXIII
- 2014 — Acidhouze
- 2015 — #Fckswg X За Упокой
- 2015 — #Fckswg x Trillogy
- 2016 — Karma X Koma
- 2021 — Drumtape (Drum Mix)
- 2021 — «Радио Апокалипсис»
- 2024 — «Скальпель»
- 2024 — Drumtape, Vol. 2
- 2025 — «Вечный двигатель»

### Синглы
- 2014 — «Вирши»
- 2016 — «Вернуться домой» (при уч. Тати)
- 2016 — «Бисер» (при уч. Скриптонита)
- 2016 — «Тяжесть» (при уч. Horus, Ка тет, Eecii McFly, Ripbeat)
- 2018 — «Нас нет» (при уч. Зараза, Ka тет, Horus, Dark Faders)
- 2018 — «Закат» (при уч. Horus, Ka тет, Зараза, Eecii McFly, Dark Faders)
- 2018 — «Вспышки» (при уч. Ripbeat, Зараза, Horus, Ка тет, Dark Faders)
- 2020 — «Забил»
- 2020 — «Браслеты»
- 2021 — «Гелиоз» (при уч. Ичи)
- 2021 — «Адренохром»
- 2021 — «Ящик»
- 2023 — «Монолит» (при уч. Лок Дога)
- 2023 — «LAGG OUT» (при уч. Saluki)
- 2023 — «Боль бытия» (при уч. Ка тет)
- 2024 — «Чувства» (при уч. Bushido Zho, Aarne, Адлин)
- 2024 — «Потреблять»
- 2024 — «Притопил»

## Рэп-баттлы

### «Versus Battle»
| Соперник      | Дата выхода |
| ------------- | ----------- |
| Энди Картрайт | 2013        |